# أنديرس كارلبيرج
أنديرس كارلبيرج (بالسويدية: Anders Carlberg)‏ هو عامل اجتماعي وسياسي سويدي، ولد في 8 يوليو 1943 في ستوكهولم في السويد، وتوفي بنفس المكان في 5 يناير 2013. حزبياً، نشط في حزب العمال الديمقراطي الاشتراكي السويدي.